# Xanadu - Una famiglia a luci rosse
Xanadu - Una famiglia a luci rosse (Xanadu) è una serie televisiva francese del 2011. Creata da Séverine Bosschem, che l'ha scritta insieme a Laurent Burtin, e diretta da Podz e Jean-Philippe Amar, è andata in onda dal 30 aprile 2011 al 21 maggio 2011 sul canale Arte e dal 19 novembre 2011 in versione non censurata su Orange Cinénovo.
In Italia, la serie è stata presentata durante il Telefilm Festival del 2011 ed è stata trasmessa in prima visione assoluta su LaEffe dall'11 febbraio 2014.

## Trama
La famiglia Valadine possiede una casa di produzione cinematografica specializzata in porno, la Xanadu, diretta dal patriarca Alex Valadine, che l'ha fondata negli anni Settanta, portandola al successo grazie alla prima moglie Elise Jess. La donna è morta da dieci anni, ma il suo fantasma e il mistero dietro la sua scomparsa ossessionano ancora la famiglia, formata da Laurent, il figlio maggiore ed erede della Xanadu; Sarah, bandita in Canada, ma tornata in Francia per strappare al fratello la dirigenza; il ribelle Lapo, che non va d'accordo con il padre; la trentenne Varvara, seconda moglie di Alex; Anne, la compagna di Laurent, e la piccola Marine.

## Episodi
| Stagione       | Episodi | Prima TV Francia | Prima TV Italia |
| -------------- | ------- | ---------------- | --------------- |
| Prima stagione | 8       | 2011             | 2014            |